# Academy of Champions: Football
Academy of Champions: Football (Academy of Champions: Soccer) è un videogioco sportivo pubblicato da Ubisoft per Wii.
Il gioco presenta una modalità storia ambientata in una magica accademia di calcio, in cui il giocatore deve costruire un gruppo di cinque giocatori per sfidare altre squadre. Academy of Champions offre calcio in stile arcade,concentrandosi su trucchi, tiro e la natura stravagante dell'accademia.

## Gameplay
Academy of Champions ha una modalità storia principale e una modalità di gioco rapido supplementare per consentire all'utente di giocare una singola partita da solo o con un amico. La modalità storia si svolge alla Brightfield Academy, una magica accademia di calcio con Pelé e Mia Hamm in forma di cartone animato come maestri dell'accademia. Il giocatore ha il compito di mettere insieme una squadra di calcio a cinque giocatori per competere nel campionato di calcio dell'accademia. L'utente può migliorare la sua squadra reclutando altri giocatori al di fuori dei suoi cinque iniziali e allenando i suoi giocatori con minigiochi. Personaggi di altri franchise Ubisoft come Rayman, Prince of Persia, Raving Rabbids e Assassin's Creed appaiono come aiuto e oppositori dei personaggi.
Il gioco utilizza pochi controlli di movimento; i pulsanti A e B sul Telecomando Wii vengono utilizzati per passare e calciare, e altre azioni sono gestite dal pad di controllo sul telecomando Wii e dai controlli sul nunchuk. I minigiochi sono esercitazioni tra una partita e l'altro che aiutano il giocatore ad affinare determinate abilità. Un minigioco utilizza la Wii Balance Board per dribblare intorno agli ostacoli e il gioco offre un supporto Wii MotionPlus limitato. L'opzione di gioco rapido è limitata a due persone e non esiste un multiplayer online.

## Accoglienza
| Sito web     | Punteggio |
| ------------ | --------- |
| GameRankings | 64%       |
| IGN          | 7/10      |
| GameSpot     | 7/10      |
| GameZone     | 7/10      |

Academy of Champions: Football ha ricevuto recensioni miste secondo il sito di aggregazione della recensione Metacritic. Brett Todd di GameSpot ha criticato la mancanza di multiplayer online del gioco, ma alla fine ha notato che il gioco avrebbe intrattenuto il suo pubblico di destinazione. Nate Ahearn di IGN notò la mancanza di cose da fare oltre alla modalità storia del gioco. Michael Lafferty di GameZone ha elogiato l'aspetto affascinante del gioco, ma ha criticato i piccoli problemi trovati durante il gameplay.